# Jaureguiberry (Canelones)
Jaureguiberry ist ein Badeort im Süden Uruguays. 

## Geographie
Er befindet sich am Río de la Plata östlich der Landeshauptstadt Montevideo an dem dortigen Costa de Oro genannten Küstenabschnitt im Departamento Canelones. Im Westen grenzt er an Balneario Argentino, während im Osten die Mündung des Arroyo Solís Grande den Badeort von der auf dem Gebiet des Nachbardepartamento Maldonado befindlichen Ortschaft Solís trennt. Durch den Badeort führt die Ruta Interbalnearia, die hier ihren Kilometerpunkt 79 hat.

## Einwohner
Jaureguiberry hat 458 Einwohner (Stand 2011).
| Jahr | Einwohner |
| ---- | --------- |
| 1963 | 71        |
| 1975 | 138       |
| 1985 | 122       |
| 1996 | 202       |
| 2004 | 287       |
| 2011 | 458       |

Quelle: Instituto Nacional de Estadística de Uruguay